# Jazeel Murphy
Jazeel Murphy (ur. 27 lutego 1994) – jamajski lekkoatleta specjalizujący się w biegach sprinterskich.
W 2012 na mistrzostwach Ameryki Środkowej i Karaibów juniorów zdobył złoto w biegu sztafetowym 4 x 100 metrów. Podczas mistrzostw świata juniorów w 2012 zajął piąte miejsce w finałowym biegu na 100 metrów oraz wraz z kolegami z reprezentacji zdobył srebrny medal w biegu rozstawnym 4 x 100 metrów. Srebrny medalista mistrzostw panamerykańskich juniorów w sztafecie 4 x 100 metrów (2013). W 2014 zdobył srebro młodzieżowych mistrzostw NACAC w biegu rozstawnym 4 x 100 metrów.
Stawał na podium CARIFTA Games. 
Rekordy życiowe: bieg na 100 metrów – 10,25 (11 lipca 2012, Barcelona); bieg na 200 metrów – 20,97 (13 kwietnia 2009, Vieux Fort). 